# Volodymyr Pryjma
Bem-aventurado Volodymyr Pryjma (em ucraniano:  Володимир Прийма) foi um diretor e mártir de um coro greco-católico ucraniano.
Pryjma nasceu em 17 de julho de 1906 na vila de Stradch, distrito de Yavoriv. Ele se formou em uma escola para cantores, que na época estava sob os cuidados do metropolita Andrey Sheptytsky. Ele foi nomeado cantor e diretor do coro na igreja da aldeia local em Stradch. Prijma era casado e tinha dois filhos pequenos.
Em 26 de junho de 1941, quatro dias após o início da Guerra Germano-Soviética, agentes do NKVD da União Soviética o torturaram e assassinaram impiedosamente, junto com Pe. Mykola Konrad, em uma floresta perto de Stradch, quando voltavam da casa de uma mulher doente que havia pedido o sacramento da reconciliação. Seu corpo não foi encontrado até uma semana após o assassinato. Ele havia sido esfaqueado várias vezes no peito com uma baioneta.
Foi beatificado pelo Papa João Paulo II em 27 de junho de 2001.
No sábado, 2 de novembro de 2019, as relíquias de Volodymyr Pryjma foram colocadas na Catedral Católica Ucraniana da Sagrada Eucaristia, New Westminster, Colúmbia Britânica, Canadá.

## Influência
Yurii Sakavronskyi em uma entrevista contou o martírio:

"O Pe. Konrad foi com os santos sacramentos para cumprir a sua sagrada obrigação, ouvindo a confissão de uma mulher na aldeia vizinha. Ele sentiu que precisava ir, embora tenha sido impedido. Eu sei que eles o pararam e disseram; 'Padre, não vá. Veja o que está acontecendo; a guerra começou, tudo pode acontecer. Ele disse que esse era seu dever sagrado e que precisava ir. Ele se vestiu e saiu junto com Volodymyr Pryjma, o cantor. Eles não voltaram. Depois de uma semana, eles foram encontrados ali, assassinados. As pessoas pensaram que algo estava errado. Então eles foram procurá-los e os encontraram lá. Foi terrível. A esposa do cantor tinha dois filhos. Um tinha três anos, o outro quatro. Mamãe contou como, quando foram encontrados, todos ficaram emocionados com o que viram. O cantor foi especialmente cortado, seu peito esfaqueado com uma baioneta muitas vezes." 